# NGC 247
NGC 247 (Caldwell 62) est une galaxie spirale intermédiaire, donc faiblement barrée (SAB), faisant partie du Filament du Sculpteur, un groupe de galaxies situé à proximité du Groupe local, le groupe abritant la Voie lactée. NGC 247 est située dans la constellation de la Baleine. Elle a été découverte par l'astronome germano-britannique William Herschel en 1784.

## Caractéristiques

### Distance
La distance de Hubble ne peut être déterminée car sa vitesse par rapport au fond diffus cosmologique est de −143 ± 21 km/s. Heureusement, une quarantaine de mesures non basées sur le décalage vers le rouge (redshift) ont été réalisées. Le résultat donne une distance de 3,628 ± 0,062 1 Mpc (∼11,8 millions d'al).

### Morphologie
NGC 247 a été utilisée par Gérard de Vaucouleurs comme une galaxie de type morphologique SAB(s)d dans son atlas des galaxies,.

### Émission dans l'infrarouge
La luminosité de la galaxie de NGC 247 dans l'infrarouge lointain (de 40 à 400 µm) est égale à 2,69 × 108 {\displaystyle L_{\odot }} (108,43{\displaystyle L_{\odot }}) et sa luminosité totale dans l'infrarouge (de 8 à 1 000 µm) est de 2,82 × 108 {\displaystyle L_{\odot }} (108,45{\displaystyle L_{\odot }}).

## Observation
Cette galaxie est relativement difficile à observer et donc assez méconnue des observateurs. Elle est pourtant du fait de sa proximité presque aussi large que la pleine Lune et orientée de 3⁄4 par rapport à son axe écliptique.
Étant très allongée, sa magnitude surfacique est faible (14,16), la rendant encore moins facile à observer.
Il est important de privilégier un très bon site d’observation afin de profiter de cet objet. Tout juste accessible aux jumelles 15 × 50, elle est bien plus jolie dans des jumelles de 80 mm, tout en restant très faible. Dans d’excellentes conditions, un 200 mm donne une image assez diffuse et peu lumineuse de la galaxie. En effet, elle commence à apparaître, toujours relativement pâle, dès 80 fois de grossissement, très allongée dans le sens Nord-Sud, occupant un bon tiers du champ.
En revanche un 300 mm donne déjà une image plus contrastée de NGC 247 : la forme allongée de la galaxie est mieux découpée sur le fond de ciel mais la limite des extrémités de celle-ci n’est pas encore évidente, les extensions semblant se fondre petit à petit dans le fond de ciel. Le noyau, quant à lui, est plus brillant, plus dense que le reste de l’objet.
Une étoile plus brillante que les autres (magnitude 9,5) attire l'œil. Elle se situe à l’extrémité du bras sud de NGC 247.
Pour une observation plus « détaillée », avec plus de contraste, un gros instrument est nécessaire. Cette galaxie est également difficile à photographier.
Pour la retrouver dans le ciel, on peut se servir de Beta Ceti (encore appelée Ddipha). NGC 247 se situe à 3° environ de celle-ci en direction Sud-Sud-Est, sur le même chemin que la galaxie du Sculpteur (NGC 253).

## Galerie

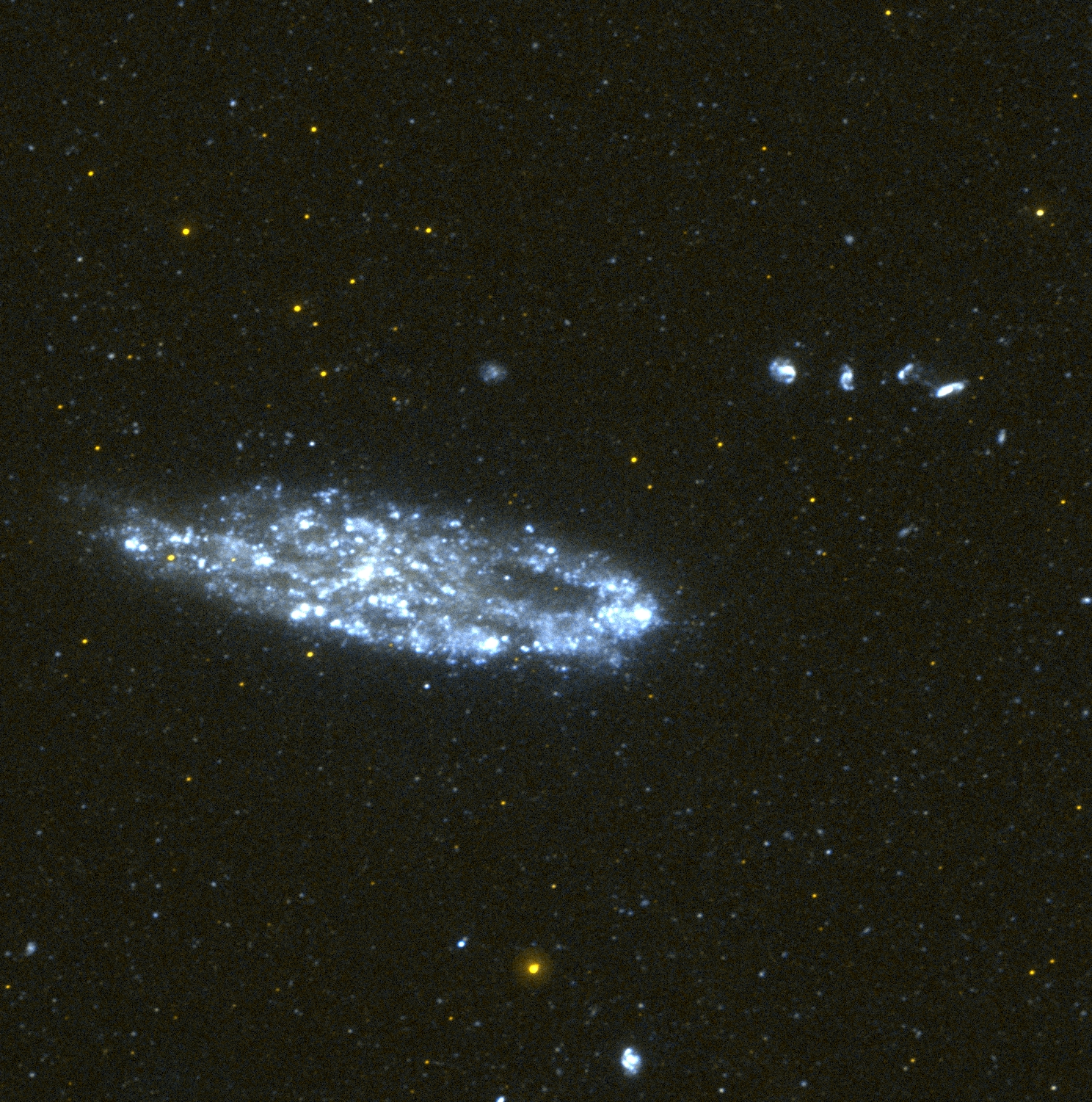
Par le télescope GALEX dans l'ultraviolet).
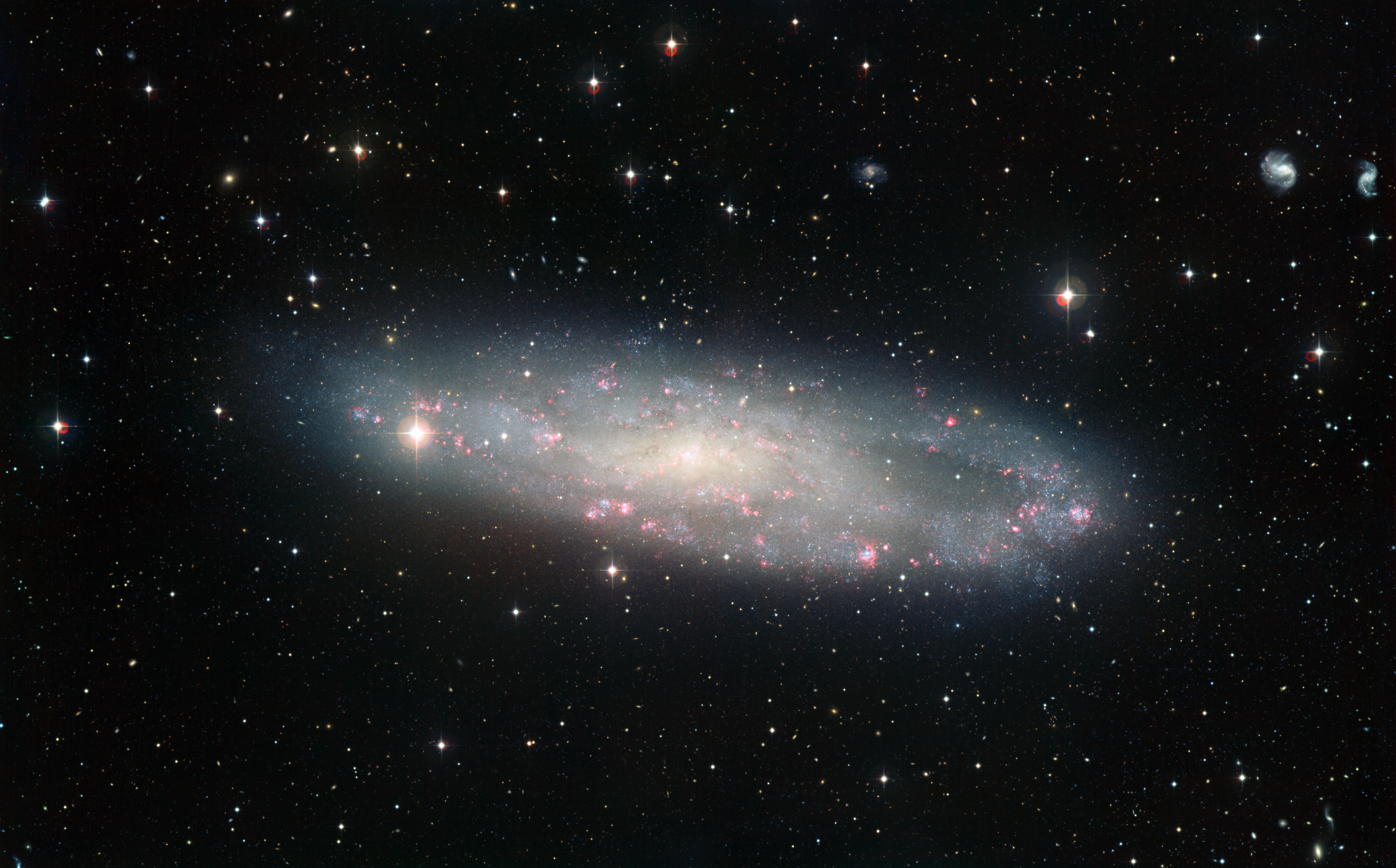
Image de l'observatoire européen austral à La Silla au Chili.
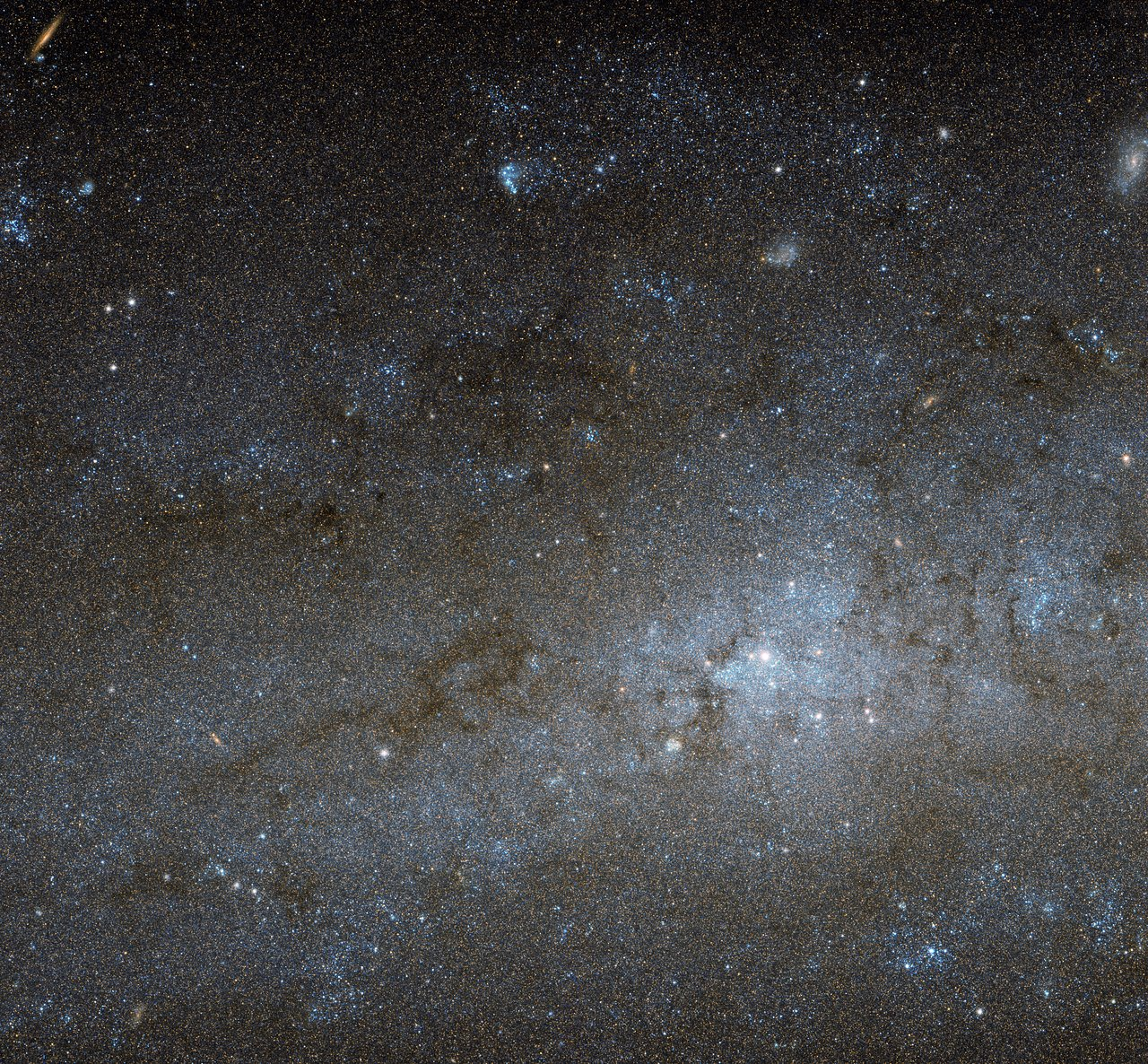
Le centre de NGC 247 par le télescope spatial Hubble